# Nu er det ikke sjovt længere
Nu Er Det Ikke Sjovt Længere var en børneudsendelse, som blev vist på DR i 1982 instrueret af Ulla Raben, hvor Tom McEwan og Jess Ingerslev legede børn og sang sjove sange. Bl.a. kom den legendariske børnesang Fy fy skamme fra serien. Alle sange er skrevet af Søren Kragh-Jacobsen.
Serien fik en efterfølger i 1987 kaldet Omsen og Momsen.
TV-serien blev udsendt på DVD august 2009 af Nordisk Film/NSM. 
| Fjernsyn | Spire Denne artikel om et tv-program er en spire som bør udbygges. Du er velkommen til at hjælpe Wikipedia ved at udvide den. |